# 香港聖公會明華神學院

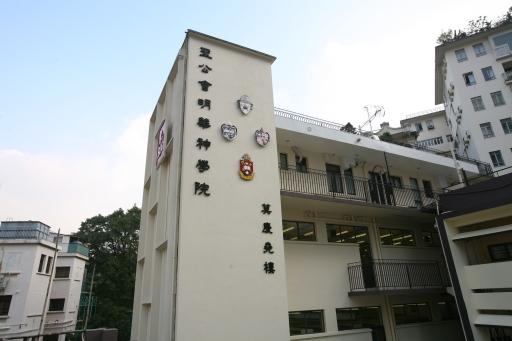
香港聖公會明華神學院

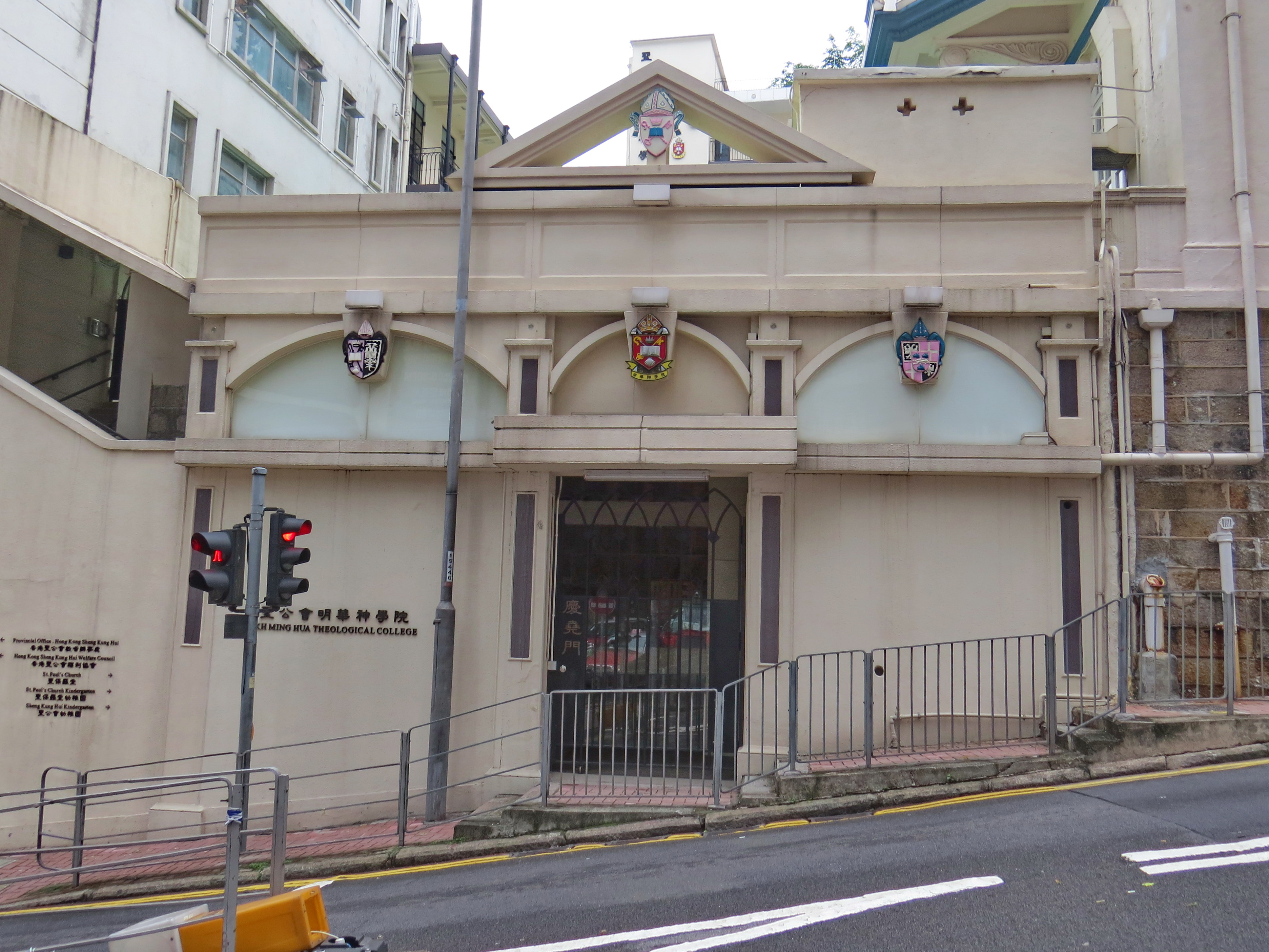
香港聖公會明華神學院慶堯門，前方道路為己連拿利

香港聖公會明華神學院（英語：Hong Kong Sheng Kung Hui Ming Hua Theological College，簡稱明華）由聖公會港澳教區的前任主教何明華會督於1947年設立，前身為聖公會明華學院，為當時港澳教區的平信徒提供培育課程。1996年，香港聖公會教省成立，明華學院為配合訓練教省的聖品人，演變至今天的明華神學院，協助栽培牧者和平信徒。現任院長是鄺保羅榮休大主教。

## 學科簡介
學院提供神學學士課程，修讀科目包括聖經研究、教會歷史、基督教教義、基督教倫理、牧養神學、及哲學等。學院亦提供其他學習機會如各類不同之課程。
神道學（榮譽）學士課程，是「明華神學院」為平信徒及牧職人員所設的核心神學課程。
宗教教育文學碩士課程，是與「香港教育學院」合作開辦。本課程面向宗教教育專業人士、在信仰部門工作之人士，及對宗教與教育關係有興趣者。
臨床牧關教育課程 (CPE)，是一專業的培訓課程，主要是針對有興趣牧養關顧之人士。在訓練過程中幫助開發和肯定學員的使命和身份。
信徒神學研習課程每年從9月至7月提供廣泛的課程及講座，包括聖經研究、當代宗教與社會等方向。這些科目從不同的角度提供一個良好的知識與理解維度。

## 設施
聖公會明華神學院的圖書館在1997年9月27日神學院的奉獻禮後正式啟用，命名為「黎黃恩憐圖書館」，主要收藏基督教、神學、哲學、教會歷史及人文科學等範疇的書刊。館共兩層，包括研讀區和五個館藏部：流通部、視聽資料、期刊、參考書部及特別館藏；流通部和大部份視聽資料均可外借。讀者可利用圖書館的電腦設施或個人手提電腦，連接館內的無線網絡（Wi-Fi)，使用各種電子資源。圖書館會定期舉辦工作坊，協助讀者建立數位素養（digital literacy）的認知和能力，以便他們更有效地使用圖書館的各項設施和資源。
而同一教會位於筲箕灣的聖馬可小學於2021年中停辦後，該校原址將重建為聖公會明華神學院的新校舍。

## 使命和遠象
「明華神學院」乃香港聖公會港澳教省特設的神學院。明華致力事奉教會工作凡六十多年，始基於支援華人平信徒信眾，關顧基層和弱勢社群的信仰教育工作。本學院鄭重履行此傳統使命，決心培訓和教育香港教會信眾，以此表達大主教和主教之遠象和整個聖而公教會價值和信念，又以教會內獨特的角色，致力於實現上帝國度降臨，為神使用之器皿，章顯神之憐憫和救恩，告知公眾。為履行承擔此使命, 將致力通過：
- 提供神學教育機會予所有香港聖公會信徒；
- 栽培男女信眾， 成為教會所屬社群之聖品， 和平信徒領袖；
- 使彼等學習成為上帝國度忠實僕人，明智牧師和教師、具影響力傳道人，主持信眾禮儀生活；
- 培養香港聖公會會眾的祈禱生活，教導上帝子民，認識聖公會基督教  豐富神聖資源；
- 以適合香港及中國背境方式；解讀英國聖公會傳統，基督教信仰；
- 更新歷代香港及環宇聖公會禮儀資源，鼓勵發展創新禮拜儀式和音樂；
- 與世界各地聖公宗，參與對話交流和教育課程，發揮香港聖公會信眾 獨特經驗；共同塑造未來具廣而深之聖公會傳統；
- 加強聯繫所有鄰近基督徒，尤其通過中國基督教三自愛國運動委員會和中國基督教協會，接觸中國內地信眾；
- 與其他宗教傳統信眾，追求傳統和平、公義與和諧之共同精神價值；
- 教育學院學生，尋求整個創造之公義與和平，為沉默缺聲群眾代言，回應貧困者身心之需求，並加強對創造物關懷和事奉；

明華神學院將重訪始於昔日何明華會督並今天鄺保羅大主教重申之使命和遠象:  要（開放、 寬容 、 平和)，成為香港上帝子民，具慷慨及富挑戰性學院。

## 出版文獻
明華從2013年開始每季出版期刑《@明華》，主要記下教師和學生的反思文章、紀錄活動照片、和學院的消息與動態。

## 外部連結
- 聖公會明華神學院
- 聖公會明華神學院圖書館